# ペドロ・アルトラ
ペドロ・マリア・アルトラ・ウルティア（Pedro María Artola Urrutia、1948年9月6日 - ）は、スペイン・バスク州アンドアイン出身の元サッカー選手。ポジションはGK。

## クラブ経歴
レアル・ソシエダのカンテラ出身。1970年にトップチームデビューを果たすが、ルイス・アルコナーダからレギュラーを奪うことができずに1975年にFCバルセロナへと移籍した。
1977-78シーズン、バルセロナ加入後初めてレギュラーとしてプレーしたシーズンでいきなりサモラ賞を受賞した。このシーズン以降、クラブの正GKに定着し、ウルティにレギュラーを奪われるまでクラブのゴールマウスを守った。また、1978-79シーズンにはUEFAカップウィナーズカップの決勝に進出し、スイスのFCバーゼルと対戦した。その決勝では、アルトラは3失点を許すが、バルセロナが4点をバーゼルから奪って4-3で勝利した。これにより、アルトラはキャリア初の国際タイトルを獲得した。

## 代表経歴
1980年、クラブでの活躍からUEFA欧州選手権1980に臨むスペイン代表に招集された。この大会の登録メンバーになったGKはルイス・アルコナーダとウルティ、アルトラの3人だが、この3人はいずれもレアル・ソシエダのカンテラで育成された選手だった。同大会でのアルトラの立ち位置は第3GKという立場だったため、本大会での出番は無く、以降のスペイン代表にも招集されなかったため、A代表デビューは叶わなかった。

## タイトル

### クラブ
FCバルセロナ
- コパ・デル・レイ : 3回 (1977-78, 1980-81, 1982-83)
- スーペルコパ・デ・エスパーニャ : 1回 (1983)
- コパ・デ・ラ・リーガ : 1回 (1983)
- UEFAカップウィナーズカップ : 2回 (1978-79, 1981-82)

### 個人
- サモラ賞 : 1回 (1977-78)